# Ennio Flaiano
Ennio Flaiano (ur. 5 marca 1910 w Pescarze; zm. 20 listopada 1972 w Rzymie) – włoski scenarzysta filmowy, dramaturg, pisarz i dziennikarz. Współautor scenariuszy do dziesięciu filmów Federico Felliniego, w tym najsłynniejszych: La strada (1954), Noce Cabirii (1957), Słodkie życie (1960) i Osiem i pół (1963). Był trzykrotnie nominowany do Oscara za najlepszy scenariusz oryginalny.